# Régis Merlin de Beaugrenier
Régis-Parfait-Chrétien Merlin d'Estreux de Beaugrenier (24 janvier 1761, Douai - 25 janvier 1840, Valenciennes) est un militaire et homme politique français.

## Biographie
Fils d'un conseiller au Parlement de Flandre, il embrassa la carrière des armes. Capitaine d'artillerie de l'Empire, et chevalier de la Légion d'honneur, il fut nommé colonel et chevalier de Saint-Louis sous la Restauration. 
Le 13 novembre 1822, il est élu député du 8e arrondissement électoral du Nord (Valenciennes), et fut réélu, le 25 février 1824. Il fit toujours partie du groupe des ministériels, et obtint une recette particulière à Valenciennes pour son fils, auprès duquel il se retira en 1827.

## Sources
- « Régis Merlin de Beaugrenier », dans Adolphe Robert et Gaston Cougny, Dictionnaire des parlementaires français, Edgar Bourloton, 1889-1891 [détail de l’édition]